# ديفيد والش (كاتب)
ديفيد والش (بالإنجليزية: David Walsh)‏ هو صحفي وناقد سينمائي وكاتب أمريكي، ولد في 1 أغسطس 1949 في نيويورك في الولايات المتحدة.